# Bifluoruro de amonio
El Bifluoruro de amonio es un compuesto inorgánico de fórmula NH4HF2 o NH4F·HF. Se produce a partir de amoníaco y fluoruro de hidrógeno. Esta sal es un cristal incoloro. En un reactivo mordiente y un intermedio en una ruta de una vez-previstas para el ácido fluorhídrico.

## Estructura
El bifluoruro de amonio, como su nombre indica, contiene un anión bifluoruro, o hidrógeno(difluoruro) : HF2- . Este anión triatómico con simetría central cuenta con la enlace por puente de hidrógeno, más fuerte conocido con un F-H longitud de 114 pm. y una energía de enlace mayor de 155 kJ mol-1.
En sólido [NH4][HF2], cada catión amonio está rodeado por cuatro flúor en un tetraedro,con enlaces de puente de hidrógeno entre los átomos de hidrógeno del ion amonio y los átomos de flúor. En solución aparecen cationes tetraédricos [NH4]+ y aniones lineales [HF2]-.

## Síntesis y aplicaciones
El bifluoruro de amonio es un componente de algunos agentes mordiente. Ataca el sílice que forma el vidrio:
SiO2  +  4 [NH4][HF2]   →   SiF4   +  4 [NH4]F  +  2 H2O
El Bifluoruro de potasio es un agente mordiente similar utilizado más comúnmente.
El bifluoruro de amonio se ha considerado como un intermedio en la producción de ácido fluorhídrico a partir del ácido hexafluorosilícico. Así, el ácido hexafluorosilícico se hidroliza para dar el fluoruro de amonio, que se descompone térmicamente para dar el bifluoruro:
H2SiF6  +  6 NH3  +  2 H2O   →   SiO2   +  6 NH4F
2 NH4F   →   NH3  +  [NH4]HF2
El bifluoruro de amonio resultante se convierte en bifluoruro de sodio, que se descompone térmicamente para liberar HF.
Se emplea en la industria de perforaciones con el fin de trabajar a través las capas de granito. Esto funciona porque forma ácido fluorhídrico, que ataca el cuarzo del granito.